# 1214 Richilde
1214 Richilde (1932 AA) là một tiểu hành tinh vành đai chính, được Max Wolf phát hiện vào ngày 1 tháng 1, năm 1932 ở Heidelberg.